# 格雷丝·斯图尔特
格雷丝·斯图尔特（英語：Grace Stewart，1997年4月28日—），澳大利亚女子曲棍球运动员，场上位置是前锋。她曾代表澳大利亚参加2018年和2022年英联邦运动会曲棍球比赛，获得二枚银牌。